# イェンスムンク島
イェンスムンク島(Jens Munk Island)はカナダ北東部の北極諸島にある島。バフィン島西部のマーレーマックスウェル湾(Murray Maxwell Bay)の沖合に位置し、面積は920 km2。無人島。最高点は219m。南部にコニッグ岬がある。
島名はデンマークの探検家イェンス・ムンクに由来する。